# Buariki
Buariki é a maior ilha do atol Aranuka localizado nas Ilhas Gilbert em  Kiribati. É uma das duas ilhas que ajudam a formar o "triângulo" do atol.